# 3 octobre 1955
Le lundi 3 octobre 1955 est le 276e jour de l'année 1955.

## Naissances
- Alessandro Zagano, footballeur italien
- Andromache Karakatsanis, juge de la Cour suprême du Canada
- Buket Uzuner, écrivaine turque
- David Silveti (mort le 12 novembre 2003), matador mexicain
- Firouzeh Nahavandi, sociologue belge
- Francesco Guidolin, joueur et entraîneur de football italien
- Jim Joyce, joueur américain de baseball
- José Daniel Valencia, footballeur argentin
- Juani Castillo, joueur de football espagnol
- Marjolaine Boutin-Sweet, femme politique canadienne
- Maryam Seyidbayli, historienne azerbaïdjanaise
- Pascal Auger, réalisateur français
- Raakel Kuukka (morte le 19 juin 2022), photographe finlandaise
- Tommy Wiseau, réalisateur et acteur américain

## Décès
- Angelo Mercati (né le 6 octobre 1870), ecclésiastique et érudit italien
- John William Nicholson (né le 1er novembre 1881), mathématicien britannique
- Ossi Blomqvist (en) (né le 12 mai 1908), patineur de vitesse finlandais

## Événements
- Élection présidentielle brésilienne de 1955
- Début de l'émission de télévision américaine Captain Kangaroo
- Sortie du film soviétique Doroga
- Première de l'émission de télévision américaine The Mickey Mouse Club
- Brésil : Juscelino Kubitschek est élu président de la République. Il va tenter de relever le pays, mais devra faire face à des émeutes estudiantines et ouvrières[1].
- Au Cambodge, Norodom Sihanouk se proclame Premier ministre.